# Regione dei Somali
La regione dei Somali (in amarico ሱማሌ ክልል, Sumalē Kilil, in somalo Deegaanka Soomaalida) è una regione dell'Etiopia sud-orientale, abitata in maggioranza da popolazioni somale.
La regione copre in larga parte il territorio tradizionale dell'Ogaden. Corrisponde in larga misura all'ex provincia di Haranghe e incorpora parte del territorio della ex provincia di Bale.
Confina a ovest con la regione di Oromia, a nord-ovest con la regione di Afar, a nord ha un confine internazionale con Gibuti, a nord-est, est e sud ha un confine internazionale con la Somalia e a sud-ovest con il Kenya. Ha inoltre un confine con la città di 
Dire Daua.
Il fiume principale della regione è l'Uebi Scebeli che scorre dapprima verso sud e poi per un lungo tratto verso sud-est.

## Geografia antropica

### Suddivisioni amministrative
La regione dei Somali è suddivisa in 10 zone:
- Afder
- Daawa
- Doolo
- Erer
- Fafan
- Jarar
- Korahe
- Liban
- Nogob
- Shabelle
- Siti

## Società

### Evoluzione demografica
| Religione                    | Religione                    |  | Percentuale | Percentuale |
| ---------------------------- | ---------------------------- |  | ----------- | ----------- |
| Musulmani                    | Musulmani                    |  | 98,7%       | 98,7%       |
| Cristiani copti              | Cristiani copti              |  | 0,9%        | 0,9%        |
| Seguaci di riti tradizionali | Seguaci di riti tradizionali |  | 0,3%        | 0,3%        |

Da una stima redatta dalla Central Statistical Agency of Ethiopia (CSA) e pubblicata nel 2005 la popolazione risulta essere costituita da 4 329 001 abitanti. Il maggiore gruppo etnico è quello somali (96.2%). La più grossa minoranza è quella oromo (2.25%).
Al censimento del 1994 la popolazione era costituita dal 98.7 % da musulmani, dallo 0.9 % da cristiani copti e dallo 0.3 % da seguaci di riti tradizionali.